# Скнилов (Львовский район)
Скнилов (укр. Скнилів) — село в Зимневодской сельской общине Львовского района Львовской области Украины.
Население по переписи 2001 года составляло 1118 человек. Занимает площадь 1,42 км². Почтовый индекс — 81110. Телефонный код — 3230.